# 15.ª etapa del Tour de Francia 2025
La 15.ª etapa del Tour de Francia 2025 tuvo lugar el 20 de julio de 2025 y consistió en una etapa escarpada con inicio en la localidad de Muret y final en Carcasona, sobre un recorrido de 169,3 km. El vencedor fue el belga Tim Wellens del equipo UAE Team Emirates XRG, esloveno Tadej Pogačar del equipo UAE Team Emirates XRG se mantuvo como líder de la prueba.

## Recorrido de la etapa
La decimoquinta etapa del Tour de Francia de 2025 transcurre entre Muret y Carcasona sobre una distancia de 169,3 km. El recorrido es accidentado y agotador, y favorece a los ciclistas más duros. Tras una primera parte de la carrera relativamente tranquila, puntuada por un sprint intermedio en el km 60, llegaron las dificultades en el Tarn. La côte de Saint-Ferréol (1,7 km al 7%) abrió la carrera, seguida de la côte de Sorèze (6,2 km al 5,5%) y luego el temible Pas du Sant (2,9 km al 10,2%), una primicia para el Tour, cuya cima condujo a una larga subida en falso llano hasta el Col de Fontbruno. Los ciclistas llegan a Aude, en el corazón de la Montaña Negra, a través del municipio de Laprade, antes de proseguir hacia las sucesivas localidades de Les Martys, Cuxac-Cabardèsy Villardonnel. El descenso final hacia Carcasona se realiza por carreteras anchas expuestas al viento, lo que podría provocar el frenazo de la carrera. La meta está en el Boulevard Marcou, al final de una recta final de 200 metros. Si los equipos de los sprinters o de los favoritos se atascan, un corredor de fondo fuerte podría salir vencedor.

## Clasificación de la etapa
| Muret - Carcasona | etapa escarpada | (169,3 km) |

- Las clasificaciones de la etapa finalizaron de la siguiente forma:[4]

| \| Clasificación de la etapa \| Clasificación de la etapa \| Clasificación de la etapa \| Clasificación de la etapa \| Clasificación de la etapa \| \| Ciclista \| Ciclista \| Equipo \| Tiempo \| \| \| ------------------------- \| ------------------------- \| -------------------------- \| ------------------------- \| ------------------------- \| \| 1.º \| Tim Wellens \| UAE Team Emirates XRG \| 3 h 34 min 09 s \| \| \| 2.º \| Victor Campenaerts \| Team Visma \\| Lease a Bike \| + 1 min 28 s \| \| \| 3.º \| Julian Alaphilippe \| Tudor Pro Cycling Team \| + 1 min 36 s \| \| \| 4.º \| Wout van Aert \| Team Visma \\| Lease a Bike \| + 1 min 36 s \| \| \| 5.º \| Axel Laurance \| Ineos Grenadiers \| + 1 min 36 s \| \| \| 6.º \| Aleksandr Vlásov \| Red Bull-Bora-Hansgrohe \| + 1 min 36 s \| \| \| 7.º \| Paul Penhoët \| Groupama-FDJ \| + 1 min 36 s \| \| \| 8.º \| Jordan Jegat \| Team TotalEnergies \| + 1 min 36 s \| \| \| 9.º \| Michael Valgren \| EF Education-EasyPost \| + 1 min 36 s \| \| \| 10.º \| Valentin Madouas \| Groupama-FDJ \| + 1 min 36 s \| \| |                    |                            |                 |
| |                    |                            |                 |
| Fuentes: ProCyclingStats Cycling Quotient |                    |                            |                 |
| Clasificación de la etapa |                    |                            |                 |
| Ciclista | Ciclista           | Equipo                     | Tiempo          |
| 1.º | Tim Wellens        | UAE Team Emirates XRG      | 3 h 34 min 09 s |
| 2.º | Victor Campenaerts | Team Visma \| Lease a Bike | + 1 min 28 s    |
| 3.º | Julian Alaphilippe | Tudor Pro Cycling Team     | + 1 min 36 s    |
| 4.º | Wout van Aert      | Team Visma \| Lease a Bike | + 1 min 36 s    |
| 5.º | Axel Laurance      | Ineos Grenadiers           | + 1 min 36 s    |
| 6.º | Aleksandr Vlásov   | Red Bull-Bora-Hansgrohe    | + 1 min 36 s    |
| 7.º | Paul Penhoët       | Groupama-FDJ               | + 1 min 36 s    |
| 8.º | Jordan Jegat       | Team TotalEnergies         | + 1 min 36 s    |
| 9.º | Michael Valgren    | EF Education-EasyPost      | + 1 min 36 s    |
| 10.º | Valentin Madouas   | Groupama-FDJ               | + 1 min 36 s    |

## Clasificaciones al final de la etapa

### Clasificación general(Maillot Jaune)[5]
| \| Clasificación general \| Clasificación general \| Clasificación general \| Clasificación general \| Clasificación general \| \| Ciclista \| Ciclista \| Equipo \| Tiempo \| \| \| --------------------- \| -------------------------- \| -------------------------- \| --------------------- \| --------------------- \| \| 1.º \| Tadej Pogačar \| UAE Team Emirates XRG \| 54 h 20 min 44 s \| \| \| 2.º \| Jonas Vingegaard \| Team Visma \\| Lease a Bike \| + 4 min 13 s \| \| \| 3.º \| Florian Lipowitz \| Red Bull-Bora-Hansgrohe \| + 7 min 53 s \| \| \| 4.º \| Oscar Onley \| Team Picnic-PostNL \| + 9 min 18 s \| \| \| 5.º \| Kévin Vauquelin \| Arkéa-B&B Hotels \| + 10 min 21 s \| \| \| 6.º \| Primož Roglič \| Red Bull-Bora-Hansgrohe \| + 10 min 34 s \| \| \| 7.º \| Felix Gall \| Decathlon-AG2R La Mondiale \| + 12 min 00 s \| \| \| 8.º \| Tobias Halland Johannessen \| Uno-X Mobility \| + 12 min 35 s \| \| \| 9.º \| Carlos Rodríguez \| Ineos Grenadiers \| + 18 min 26 s \| \| \| 10.º \| Ben Healy \| EF Education-EasyPost \| + 18 min 41 s \| \| |                            |                            |                  |
| |                            |                            |                  |
| Fuentes: ProCyclingStats Cycling Quotient |                            |                            |                  |
| Clasificación general |                            |                            |                  |
| Ciclista | Ciclista                   | Equipo                     | Tiempo           |
| 1.º | Tadej Pogačar              | UAE Team Emirates XRG      | 54 h 20 min 44 s |
| 2.º | Jonas Vingegaard           | Team Visma \| Lease a Bike | + 4 min 13 s     |
| 3.º | Florian Lipowitz           | Red Bull-Bora-Hansgrohe    | + 7 min 53 s     |
| 4.º | Oscar Onley                | Team Picnic-PostNL         | + 9 min 18 s     |
| 5.º | Kévin Vauquelin            | Arkéa-B&B Hotels           | + 10 min 21 s    |
| 6.º | Primož Roglič              | Red Bull-Bora-Hansgrohe    | + 10 min 34 s    |
| 7.º | Felix Gall                 | Decathlon-AG2R La Mondiale | + 12 min 00 s    |
| 8.º | Tobias Halland Johannessen | Uno-X Mobility             | + 12 min 35 s    |
| 9.º | Carlos Rodríguez           | Ineos Grenadiers           | + 18 min 26 s    |
| 10.º | Ben Healy                  | EF Education-EasyPost      | + 18 min 41 s    |

### Clasificación por puntos(Maillot Vert)[6]
| Clasificación por puntos | Clasificación por puntos | Clasificación por puntos   | Clasificación por puntos | Clasificación por puntos |
| Ciclista                 | Ciclista                 | Equipo                     | Puntos                   |                          |
| ------------------------ | ------------------------ | -------------------------- | ------------------------ | ------------------------ |
| 1.º                      | Jonathan Milan           | Lidl-Trek                  | 251 pts                  |                          |
| 2.º                      | Tadej Pogačar            | UAE Team Emirates XRG      | 223 pts                  |                          |
| 3.º                      | Mathieu van der Poel     | Alpecin-Deceuninck         | 210 pts                  |                          |
| 4.º                      | Biniam Girmay            | Intermarché-Wanty          | 169 pts                  |                          |
| 5.º                      | Tim Merlier              | Soudal Quick-Step          | 150 pts                  |                          |
| 6.º                      | Jonas Vingegaard         | Team Visma \| Lease a Bike | 135 pts                  |                          |
| 7.º                      | Anthony Turgis           | Team TotalEnergies         | 130 pts                  |                          |
| 8.º                      | Quinn Simmons            | Lidl-Trek                  | 93 pts                   |                          |
| 9.º                      | Arnaud De Lie            | Lotto                      | 92 pts                   |                          |
| 10.º                     | Jonas Abrahamsen         | Uno-X Mobility             | 90 pts                   |                          |

### Clasificación de la montaña(Maillot à Pois Rouges)[7]
| Clasificación de la montaña | Clasificación de la montaña | Clasificación de la montaña | Clasificación de la montaña | Clasificación de la montaña |
| Ciclista                    | Ciclista                    | Equipo                      | Puntos                      |                             |
| --------------------------- | --------------------------- | --------------------------- | --------------------------- | --------------------------- |
| 1.º                         | Lenny Martinez              | Bahrain Victorious          | 60 pts                      |                             |
| 2.º                         | Tadej Pogačar               | UAE Team Emirates XRG       | 52 pts                      |                             |
| 3.º                         | Thymen Arensman             | Ineos Grenadiers            | 48 pts                      |                             |
| 4.º                         | Jonas Vingegaard            | Team Visma \| Lease a Bike  | 39 pts                      |                             |
| 5.º                         | Michael Woods               | Israel-Premier Tech         | 38 pts                      |                             |
| 6.º                         | Florian Lipowitz            | Red Bull-Bora-Hansgrohe     | 24 pts                      |                             |
| 7.º                         | Ben Healy                   | EF Education-EasyPost       | 20 pts                      |                             |
| 8.º                         | Michael Storer              | Tudor Pro Cycling Team      | 19 pts                      |                             |
| 9.º                         | Valentin Paret-Peintre      | Soudal Quick-Step           | 16 pts                      |                             |
| 10.º                        | Bruno Armirail              | Decathlon-AG2R La Mondiale  | 15 pts                      |                             |

### Clasificación del mejor joven(Maillot Blanc)[8]
| Clasificación del mejor joven | Clasificación del mejor joven | Clasificación del mejor joven | Clasificación del mejor joven | Clasificación del mejor joven |
| Ciclista                      | Ciclista                      | Equipo                        | Tiempo                        |                               |
| ----------------------------- | ----------------------------- | ----------------------------- | ----------------------------- | ----------------------------- |
| 1.º                           | Florian Lipowitz              | Red Bull-Bora-Hansgrohe       | 54 h 28 min 37 s              |                               |
| 2.º                           | Oscar Onley                   | Team Picnic-PostNL            | + 1 min 25 s                  |                               |
| 3.º                           | Kévin Vauquelin               | Arkéa-B&B Hotels              | + 2 min 28 s                  |                               |
| 4.º                           | Carlos Rodríguez              | Ineos Grenadiers              | + 10 min 33 s                 |                               |
| 5.º                           | Ben Healy                     | EF Education-EasyPost         | + 10 min 48 s                 |                               |
| 6.º                           | Romain Grégoire               | Groupama-FDJ                  | + 1 h 03 min 29 s             |                               |
| 7.º                           | Ilan Van Wilder               | Soudal Quick-Step             | + 1 h 18 min 03 s             |                               |
| 8.º                           | Raúl García Pierna            | Arkéa-B&B Hotels              | + 1 h 21 min 03 s             |                               |
| 9.º                           | Joseph Blackmore              | Israel-Premier Tech           | + 1 h 21 min 52 s             |                               |
| 10.º                          | Quinn Simmons                 | Lidl-Trek                     | + 1 h 34 min 21 s             |                               |

### Clasificación por equipos(Classement par Équipe)[9]
| Clasificación por equipos | Clasificación por equipos       | Clasificación por equipos | Clasificación por equipos |
| Equipo                    | Equipo                          | Tiempo                    |                           |
| ------------------------- | ------------------------------- | ------------------------- | ------------------------- |
| 1.º                       | Team Visma \| Lease a Bike      | 163 h 35 min 17 s         |                           |
| 2.º                       | UAE Team Emirates XRG           | + 16 min 51 s             |                           |
| 3.º                       | Red Bull-BORA-hansgrohe         | + 50 min 38 s             |                           |
| 4.º                       | Decathlon AG2R La Mondiale Team | + 52 min 38 s             |                           |
| 5.º                       | Arkéa-B&B Hotels                | + 52 min 39 s             |                           |
| 6.º                       | Ineos Grenadiers                | + 1 h 30 min 10 s         |                           |
| 7.º                       | Groupama-FDJ                    | + 1 h 38 min 29 s         |                           |
| 8.º                       | Movistar Team                   | + 1 h 44 min 22 s         |                           |
| 9.º                       | XDS Astana Team                 | + 1 h 55 min 57 s         |                           |
| 10.º                      | EF Education-EasyPost           | + 2 h 04 min 50 s         |                           |

## Abandonos
- Lennert Van Eetvelt (Lotto) no comenzó la la disputa de la etapa.